# Порто (бухта)
Бухта Порто — бухта Середземного моря, розташована на західному узбережжі острова Корсика (Франція), добре відома своїм мальовничим краєвидом і суворими скелями. Бухта розташована в межах департаменту Південна Корсика. Бухта і прилегле узбережжя є частиною Регіонального природного парку Корсики. У 1983 році затока була оголошена об'єктом Світової спадщини ЮНЕСКО, що охоплює Каланки Піани, бухту Джиролата та природний заповідник Скандола, завдяки своїм надзвичайним пейзажам, багатому пташиному та морському життю, а також чагарниковим заростям макі.

## Географія та біорізноманіття
Бухта Порто межує з п'ятьма комунами. Від північного узбережжя затоки й далі за годинниковою стрілкою навколо узбережжя на південь, це Осані, Партінелло, Серрієра, Ота та Піана. Верхів'я затоки розташоване в місті Ота, де в море впадає річка Порто [4] . Берегова лінія затоки Порто відома своїми помаранчево-червоними скелями та мисами, що сягають до 900 м заввишки Стрімкі скелі перериваються безліччю гротів, а сама затока містить численні морські коси, острівці та бухти.
Прибережне та морське біорізноманіття вздовж затоки Порто дуже багате. У прибережній зоні переважає морська лаванда, тут були зафіксовані всі 450 видів морських водоростей, відомих у Середземному морі. До них належать види Halimeda та інші види, які не спостерігаються в інших районах Франції. Через прозорість води в регіоні водорості можуть рости на глибині до 35 метрів. Природний заповідник Скандола зберігає у цьому районі багато наземних видів. Поряд з водоростями на мілководних ділянках затоки зустрічаються цінні червоні корали . Крім того, сильна течія дозволяє скупчуватися великій кількості риби.

## Історія
Регіон Порто-Піана історично був малонаселеним через його важкодоступний рельєф і бурхливу історію. Серія повторюваних епідемій чуми з середини 15-го до кінця 16-го століть, а потім нестача їжі та голод з 16-го по 18-е століття призвели до зменшення населення цього регіону. Наприкінці Середньовіччя територія бухти Порто була під владою одного з дворянські родів Лека. Наприкінці XV ст., граф втягнув регіон у конфлікт.
Протягом другої половини 16-го століття берберські корсари регулярно атакували корсиканське узбережжя, що спонукало до будівництва низки берегових оборонних споруд, які спільно називаються Генуезькими вежами на Корсиці. Три такі вежі були розташовані на узбережжі затоки Порто: Torra di l'Isula di Gargali, на однойменному острівці біля західного узбережжя поблизу Осані, Torra di Portu, у вершині затоки в Оті, і Torra di Turghju, на південному узбережжі затоки в Піані.
Незважаючи на ці укріплення, набіги корсарів зрештою знищили цілі села, включаючи Паомію та Ревінду. Наприкінці 16-го століття прибережна низовина була повністю занедбана: «Так само і з Сією, зруйнованою каменоломнею Салоньї, або з Паомією, повністю покинутою в 1584 році». На початку 17-го століття стало ясно, що Корсику годі надійно захистити. Мешканці гірських сіл, які володіли землею на узбережжі, лобіювали будівництво більшої кількості укріплень, у результаті чого була реконструйована вежа в Сагоне, а також шість інших нових веж: Омінья, Каргезе, Оркіну, Каві Россі, Гаргало і імбуто. Ці шість веж були побудовані між 1605 і 1611 роками під керівництвом архітектора Антона Джованні Сарола. Протягом цього часу влада Генуї розробила політику поступок, що призвело, зокрема, до заснування в Каржезі грецької колонії, що викликало напругу серед навколишнього населення.
У своїх подорожніх нотатках «Екскурсія в Корсиці» (Une excursion en Corse), опублікованих у 1891 році, принц Ролан Бонапарт описав цю місцевість як одне з найкрасивіших природних місць Корсики. З 1983 року затока Порто та її навколишні об'єкти були внесені до списку Світової спадщини ЮНЕСКО. ЮНЕСКО описує цю територію як «вражаючий порфіровий масив із химерно викривленими формами».

## Галерея

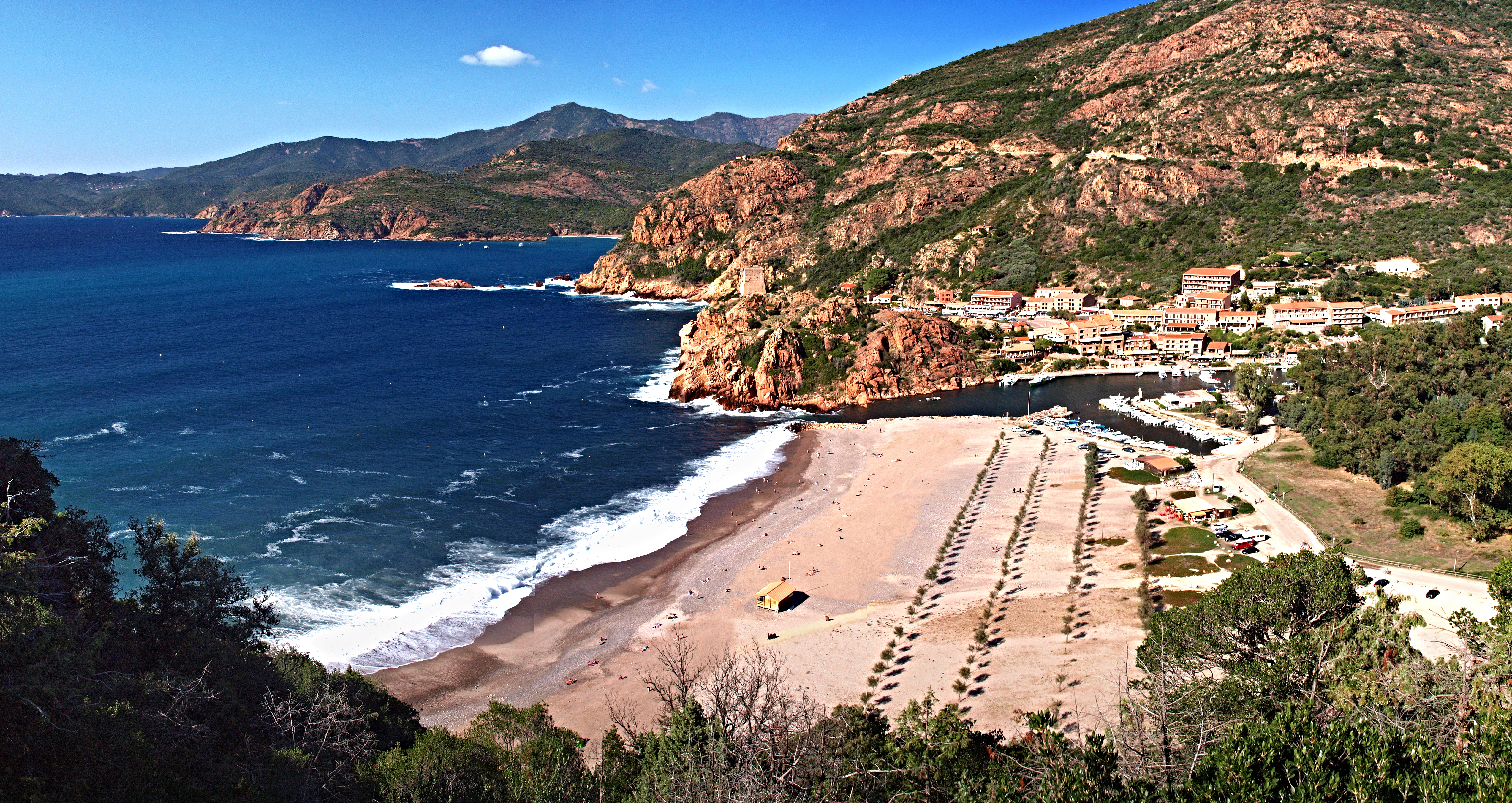
Пляж на вершині затоки
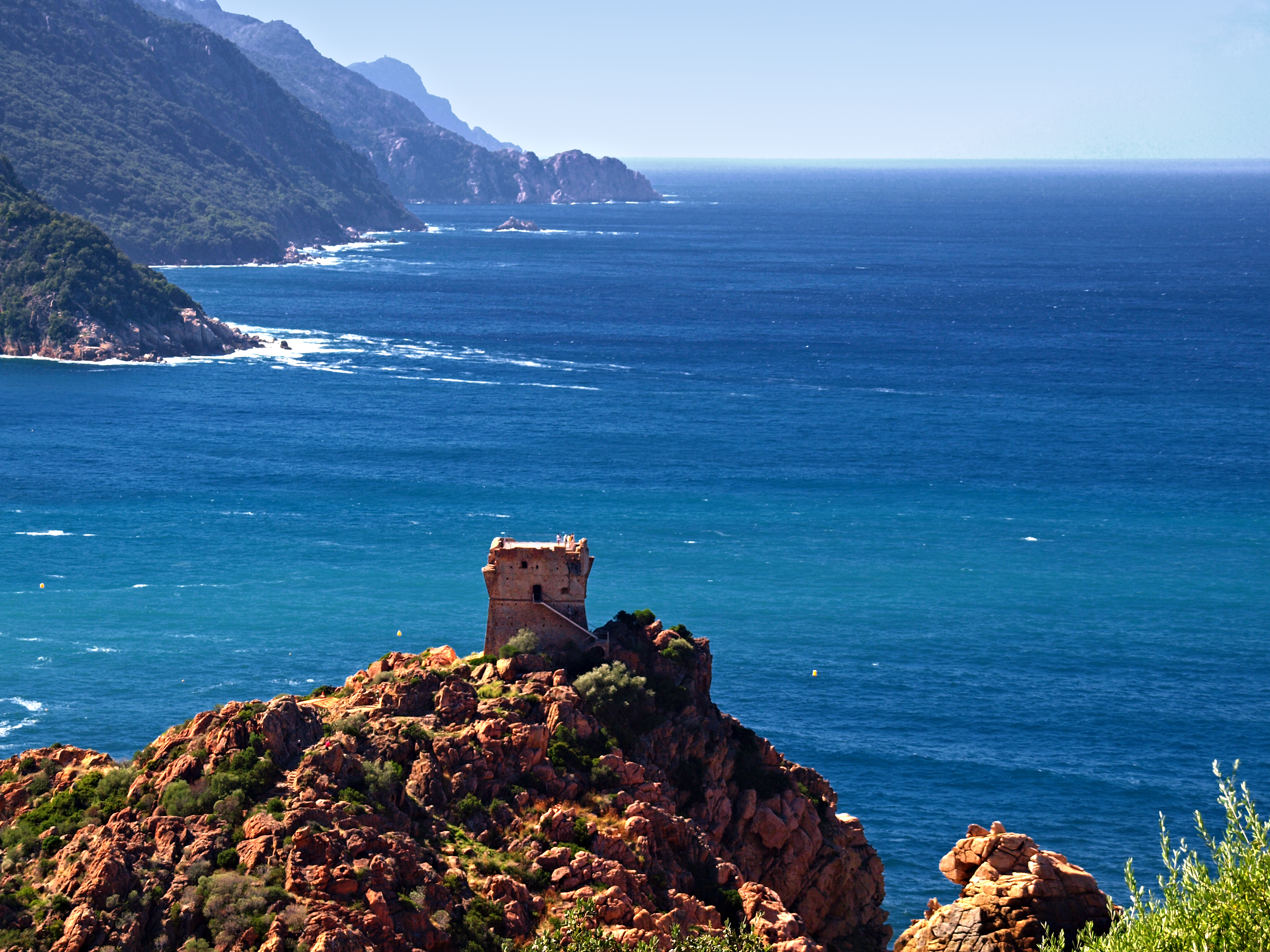
На південному березі затоки – генуезька вежа
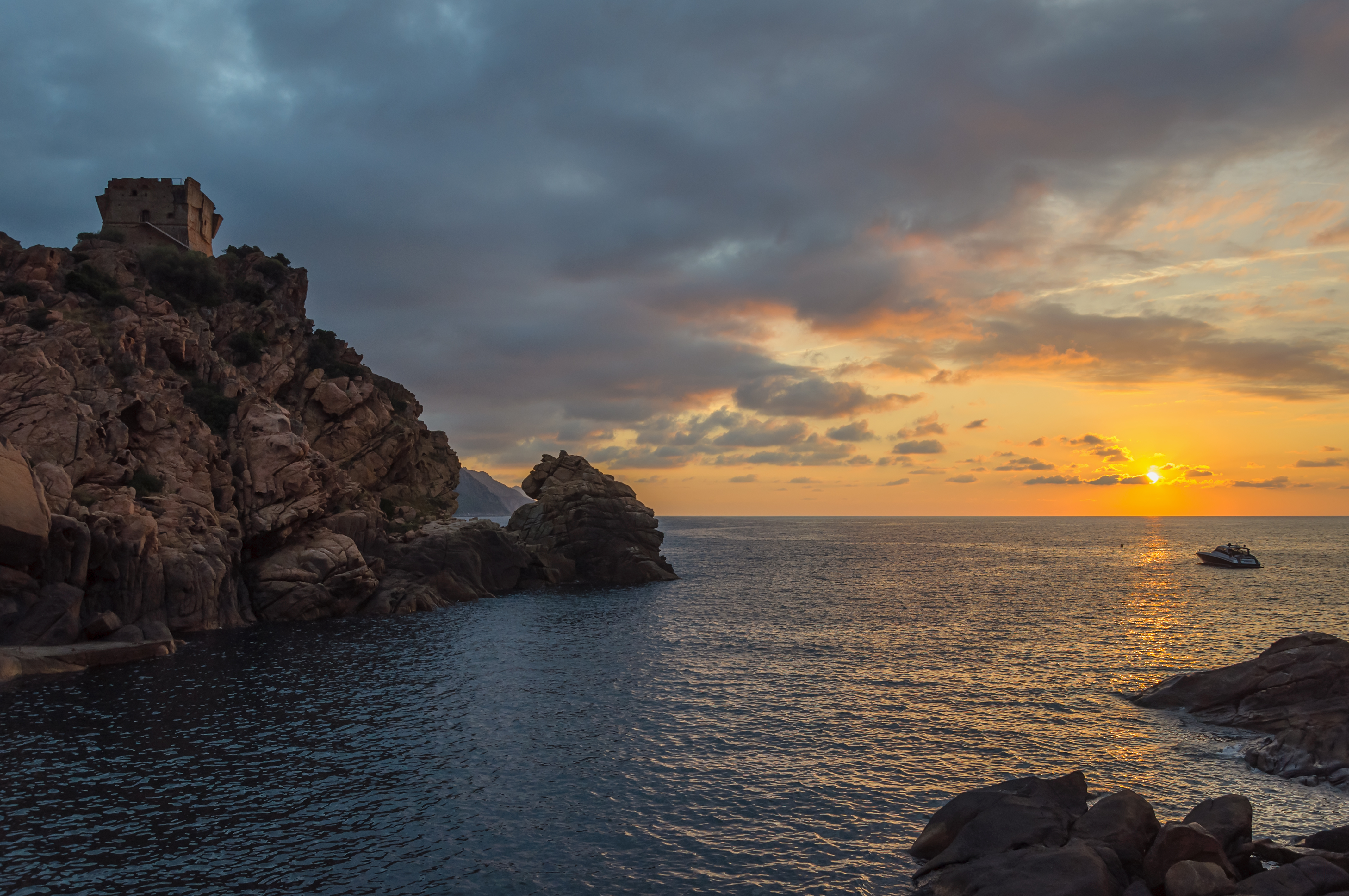
Генуезька вежа на заході сонця
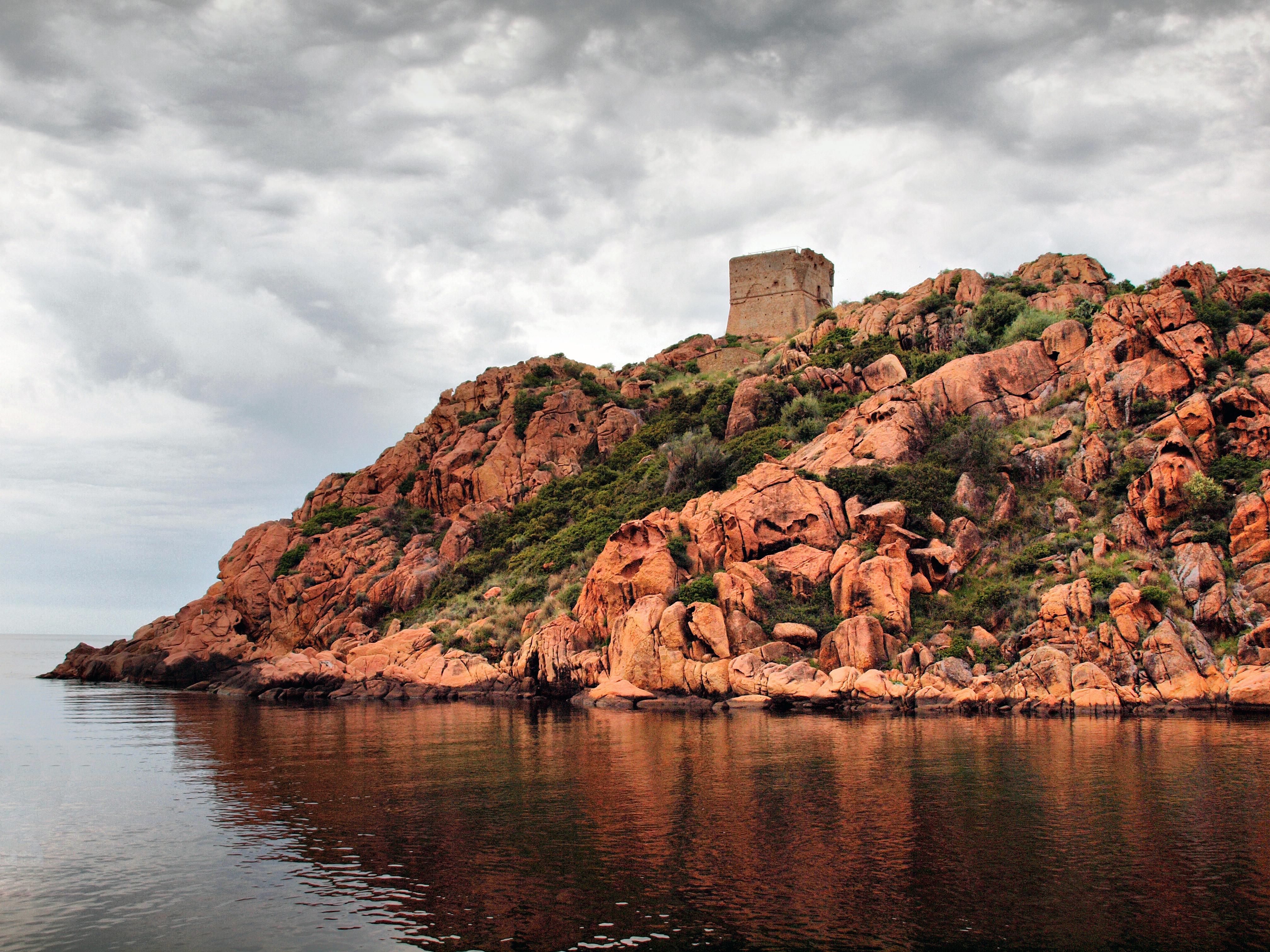
Інший ракурс вежі